# Katya Zamolodchikova
Yekaterina Petrovna Zamolodchikova, ou simplesmente Katya, nome artístico e alter-ego de Brian Joseph McCook, (Boston, Massachussets, Estados Unidos, 1 de maio de 1982) é uma drag queen americana. McCook ficou mundialmente conhecido por participar da 7.ª temporada do reality show RuPaul's Drag Race, da famosa drag queen RuPaul. McCook também é apresentador e ator.

## Carreira
Após se formar na Marlborough High School, McCook começou a frequentar a Escola de Arte e Design, onde ele começou a se interessar pelo mundo Drag.
Embora Brian seja nativo de Boston, sua personagem Katya vem da Rússia e em 2006 começou a performar como nas boates Jacques Cabaret e TraniWreck em Boston, com apresentações que envolvia movimentos de ginástica artística e musicas russas. Por ser muito fã do esporte Katya sempre agrega em suas performances movimentos acrobáticos, tendo como origem do seu real nome, Yekaterina Petrovna Zamolodchikova, uma combinação dos nomes das atletas Yekaterina Lobaznyuk, Eugenia Petrovna Kuznetsova e Elena Zamolodchikova, de quem Brian é fã. Katya executa canções populares de muitos cantores e bandas russas, como Alla Pugacheva , T.A.T.u. e Glukoza. Por causa de suas performances essas músicas têm atraído muita atenção nos clubes gays. McCook além de saber falar Russo também sabe o Francês.
No início de 2018, Brian resolveu dar uma pausa em sua carreira como Katya, para cuidar de sua saúde mental. Seu retorno as redes sociais aconteceu no dia 10 de Março de 2018 no twitter. Brian já voltou à se apresentar como Katya. 
Foi divulgado que no mês de Setembro de 2018 Katya e Trixie Mattel irão ter um painel especial em RuPaul's DragCon.

## RuPaul's Drag Race
Em 7 de dezembro de 2014, Katya foi anunciada como uma das quatorze participantes da 7.ª temporada do reality show RuPaul's Drag Race. Durante o reality, ela foi conquistando o público, tornando-se uma das participantes mais populares e queridas. A mesma foi eliminada no décimo primeiro episódio, "Hello, Kitty Girls!", ficando em quinto lugar da classificação geral, o que gerou bastante controvérsia, tendo em vista que até o momento na competição tinha um desempenho satisfatório e era tida como uma das fortes candidatas a vaga na grande final. Katya foi eleita por meio de voto popular a "Miss Simpatia" da temporada.
Após sua participação no programa, Katya ganhou notoriedade internacional, fazendo shows não só nos Estados Unidos com na Australia, Brasil, Canadá, Inglaterra e Ásia. Em novembro de 2015, Katya apareceu no álbum natalino “Christmas Queens”, ao lado de outras ex-participantes do programa, cantando a música "12 Days of Christmas". Ela também participou do All Stars 2, um programa onde as melhores participantes das temporadas passadas de RuPaul's Drag Race competem por um lugar no Hall Of Fame. Nesta edição Katya conquistou o top 3, perdendo para Alaska, o que gerou muita polêmica com alguns fãs afirmando que a posição já estava cotada.
Atualmente Katya é uma das ex participantes mais amadas, conhecida por seu estilo excêntrico e um estranho senso de humor ela participa do webshow UNHhhh no canal do Youtube da WOWPresents juntamente com a seu melhor amigo e companheiro, Trixie Mattel, outro participante da 7.ª temporada de RuPaul's Drag Race, e possui seu próprio canal chamado We Love Katya onde fala sobre suas experiências em ambos os realitys.

## Saúde
Durante sua participação na 7.ª temporada do reality show RuPaul's Drag Race, Katya revelou, em conversa com a drag Miss Fame, ser dependente químico e alcoólatra, além de sofrer com o transtorno bipolar, para qual afirmou estar em tratamento, mas que "às vezes pensava em sair do reality." Em 2016, quando era participante do All Stars 2, Katya falou sobre seu problema anterior com o uso de drogas em uma entrevista para RuPaul e Michelle Visage: "Eu tenho uma voz na minha cabeça que tentava me controlar, eu a chamei de Brenda. Ainda hoje, mesmo me tratando, ela tenta me dizer o que fazer. Então, eu respiro fundo e digo: 'Quer saber, Brenda? Cala essa boca' e ela me deixa em paz por um tempo. Mas é um controle constante." Já quando estava concorrendo no Drag Race, Katya tinha parado de usar psicoativos, assim como depois que se tornou bem sucedida. No entanto, não nega o uso de outras substâncias, como o cigarro, por exemplo.
Em 2018, Katya afastou-se por cerca de dois meses de suas atividades em redes sociais para tratar-se do estresse excessivo pela rotina de trabalho, uso de drogas e transtorno bipolar, onde se ausentou por um período de tempo estimado em um ano. Em um vídeo publicado por ela mesma em seu perfil oficial no Instagram, no dia 15 de janeiro de 2018, Katya tranquilizou os fãs, dizendo: "Eu preciso parar! Não, eu não estou morrendo ou nada do tipo. É só que todo esse estresse estava me lançando em um quadro angustiante tanto para mim quanto para todos a minha volta. Eu me tornei uma workaholic. Eu só preciso de um tempo para tratar da minha saúde mental, para ser Brian McCook, para voltar a ser eu mesmo." Em 2019, Katya retornou para seu programa televisivo, The Trixie & Katya Show.

## Link externo
- Lista de shows das participantes de RuPaul's Drag Race no Brasil

- Website Oficial de Katya
- Brian McCook. no IMDb.